# Ипатингас бурис
Ипати́нгас бури́с (лит. Ypatingasis būrys — особый отряд) — специальный отряд нацистской Служба безопасности, состоявший из литовских добровольцев, аналог немецкой айнзатцкоманды, который занимался облавами и массовыми расстрелами в Вильнюсе и Вильнюсском регионе во время немецкой оккупации Литвы. Основными жертвами подразделения были евреи Вильнюсского гетто, которых расстреливали в Понарах. Руководитель отряда — гауптшарфюрер СС Мартин Вайс.

## Деятельность отряда
В первые же дни оккупации «Ипатингас бурис» устроил расстрел 300 «богатых евреев и интеллигенции» по своему собственному списку. В середине июля члены отряда специализировались на том, что хватали евреев на улицах Вильнюса и конвоировали на принудительные работы. 23 июля 1941 года спецотряд возглавил Юозас Шидлаускас, численность составляла от 200 до впоследствии 50 человек. Вскоре Ю. Шидлаускаса заменил Балис Норвайша.
Кроме массовых убийств в Понарах «Ипатингас бурис» принимал участие в расстрелах в других населённых пунктах Литвы. В частности этот отряд убивал жителей в Неменчине (403 человек), Новой Вильне (1159 человек), Яшюнай (575 чел.), Эйшишкесе (3446 человек), Тракае (1146 человек), Семелишкесе (962 чел.), Швянчёнисе (3726 человек). С 1 сентября до 25 ноября 1941 года отряд расстрелял в Понарах 18 898 человек, в других районах Вильнюсского уезда — 13 501 человек.
Десять членов отряда «Ипатингас бурис» были осуждены и казнены советскими судами в 1945 году. Всего 12 членов отряда были осуждены в Польше и СССР, четверо из них — в Польше в 1970-х годах. 4 члена отряда присоединились к «лесным братьям». Остальные умерли после войны или жили за границей.